# 파스텔 (음식)
파스텔(스페인어·포르투갈어: pastel)은 스페인어권 및 포르투갈어권, 그리고 스페인·포르투갈 문화의 영향을 받은 지역에서 여러 가지 페이스트리나 파이, 타르트 케이크, 덤플링, 캐서롤, 파테 등을 일컫는 말이다.

## 지역별 파스텔

### 유럽
스페인에서 "파스텔"은 케이크류를 통칭하는 말이며, 복수형은 "파스텔레스(pasteles)"이다. 초콜릿 케이크나 치즈 케이크 등이 모두 "파스텔"로 불린다. 그 외에 안달루시아의 파스텔 데 글로리아(pastel de Gloria) 등 페이스트리 형태의 파스텔, 마드리드의 파스텔 데 리에브레(pastel de liebre)나 무르시아의 파스텔 데 시에르바(pastel de cierva), 안달루시아의 파스텔 코르도베스(pastel cordobés) 등 파이 형태의 파스텔, 발렌시아의 파스텔 데 보니아토(pastel de boniato) 등 턴오버 형태의 파스텔, 아스투리아스의 파스텔 데 카브라추(pastel de cabrachu) 등 파테 형태의 파스텔 등이 존재한다.
포르투갈에서 "파스텔"은 파이나 타르트 등 페이스트리류를 통칭하는 말이며, 복수형은 "파스테이스(pastéis)"이다. 리스보아의 파스텔 드 나타(pastel de nata)와 파스텔 드 페이장(pastel de feijão), 빌라헤알의 파스텔 드 샤베스(pastel de Chaves), 코임브라의 파스텔 드 텐투갈(pastel de Tentúgal) 등이 유명하다. 파스텔 드 마사 텐하(pastel de massa tenra) 등  소를 넣어 튀긴 파스텔, 파스텔 드 바칼랴우(pastel de bacalhau) 등 크로켓 형태의 파스텔 또한 존재한다.

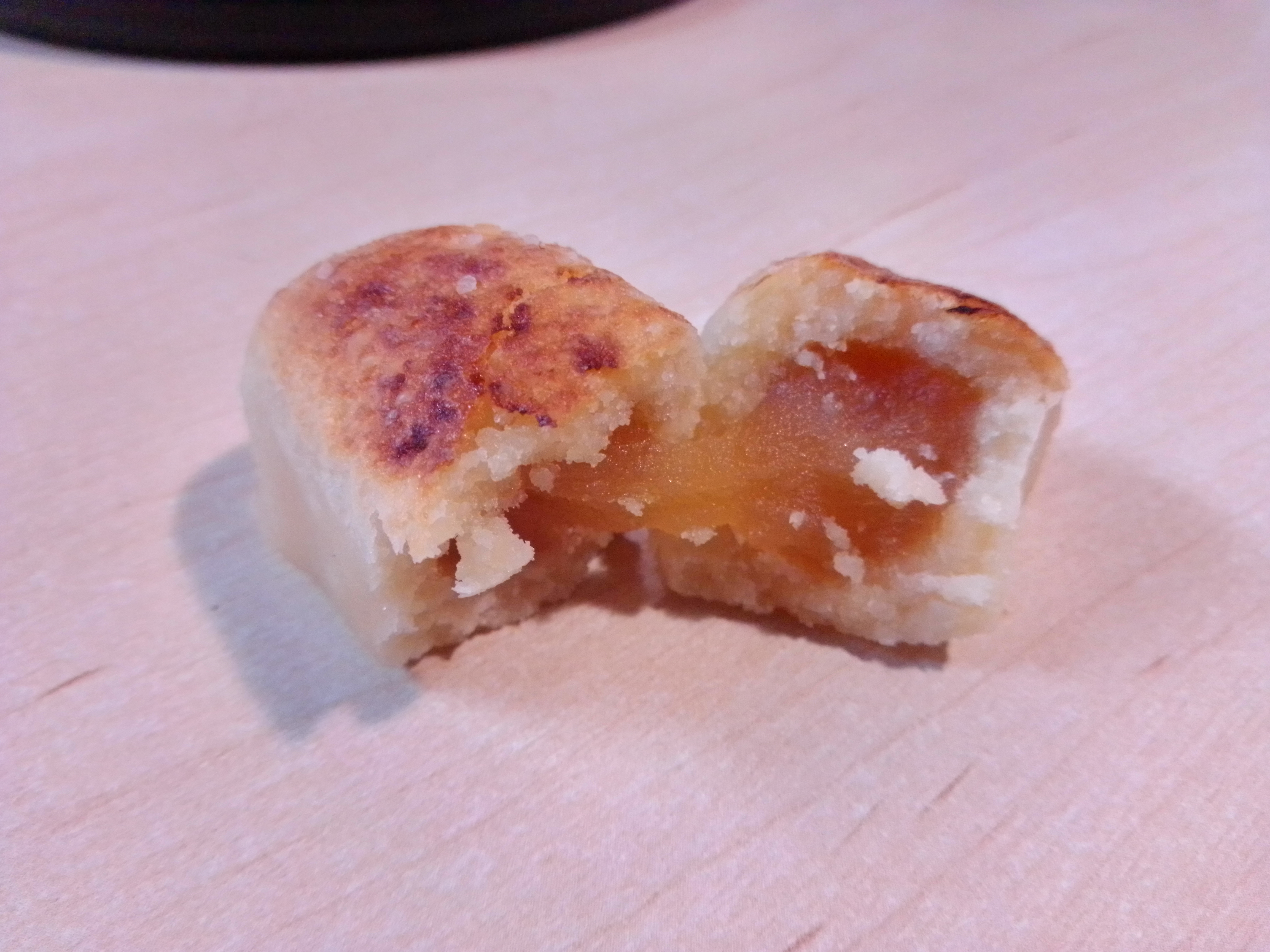
파스텔 데 글로리아
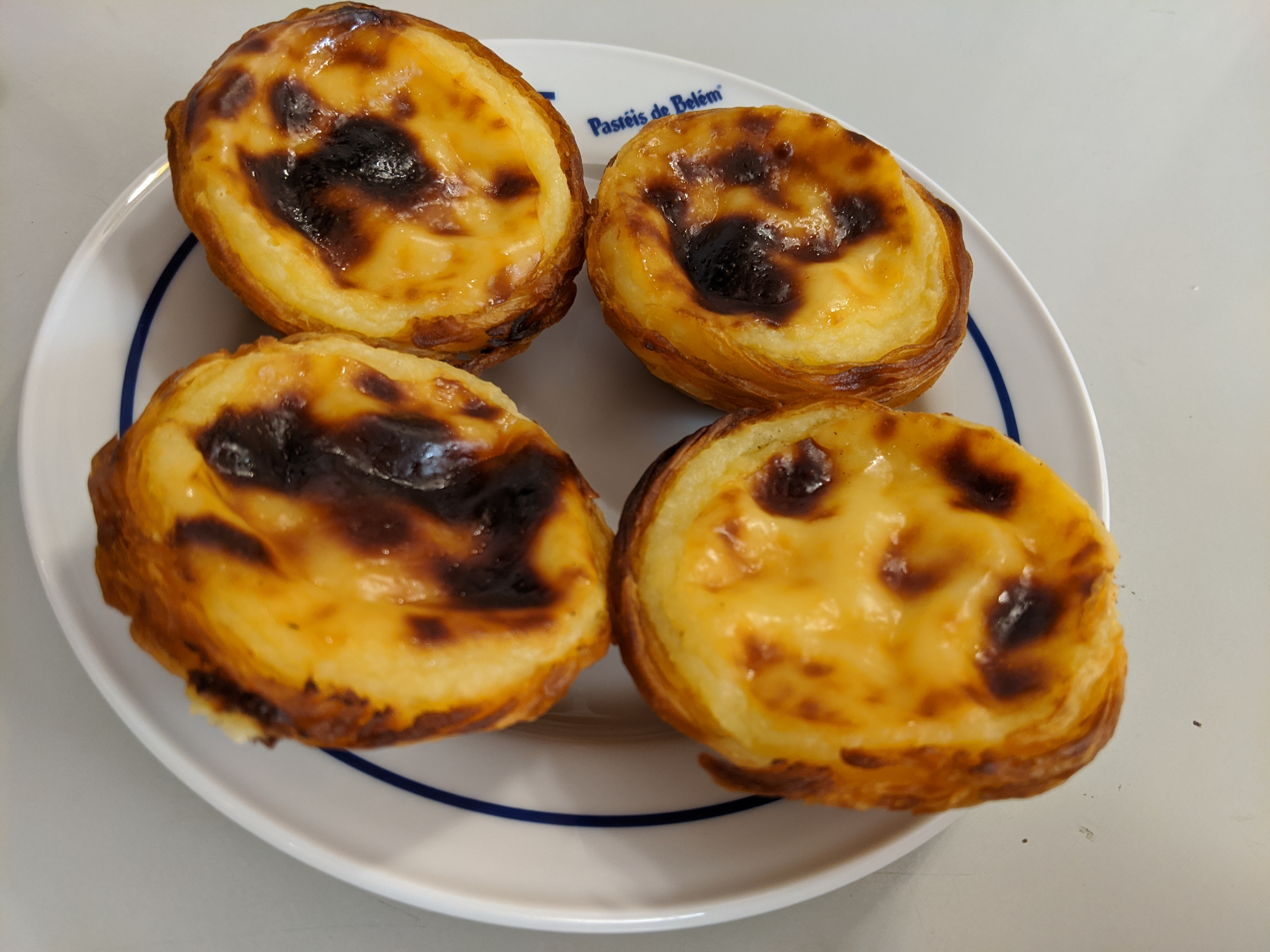
파스텔 드 나타
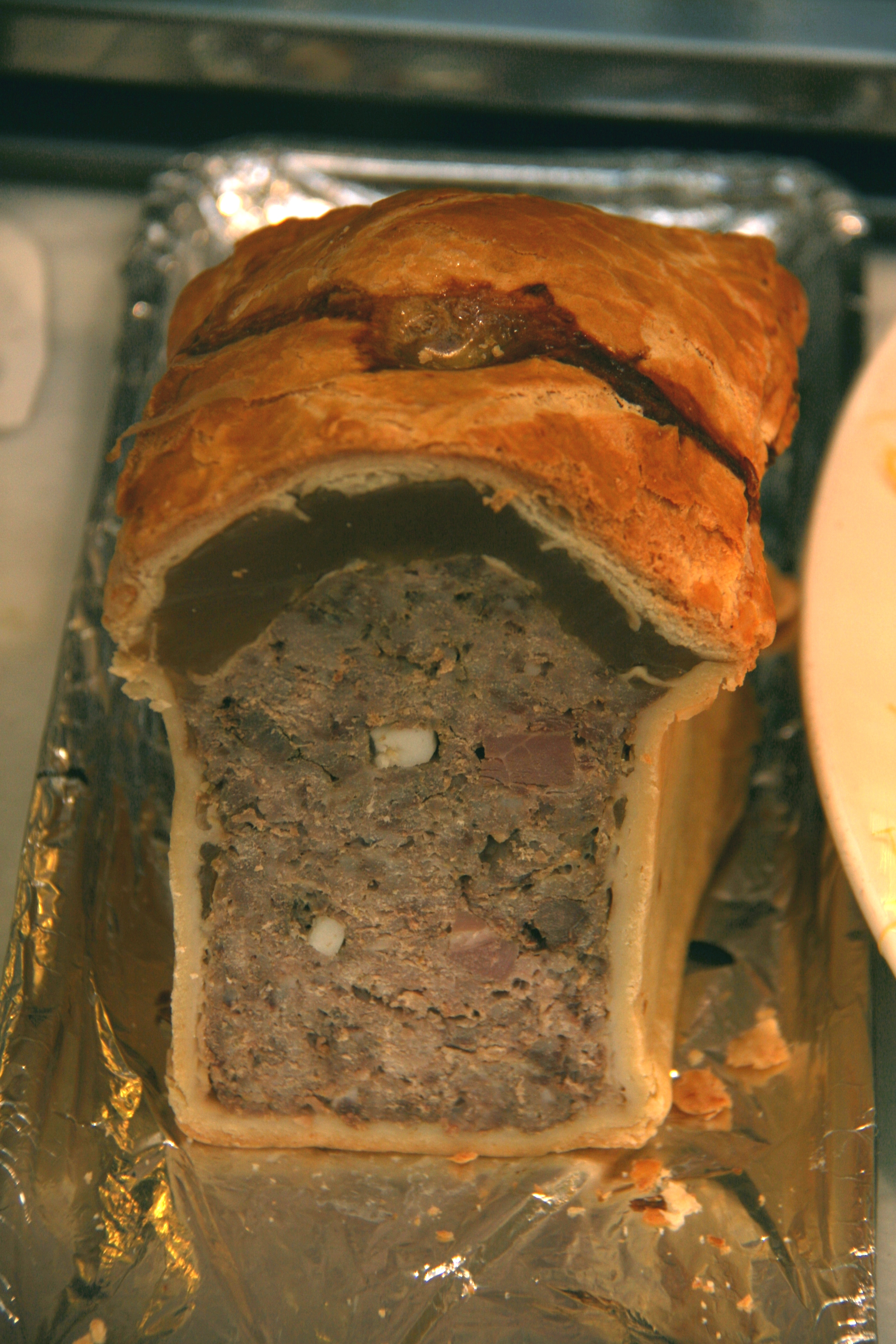
파스텔 데 리에브레
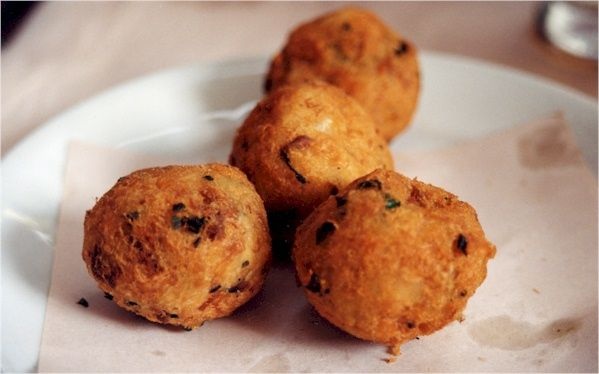
파스텔 드 바칼랴우
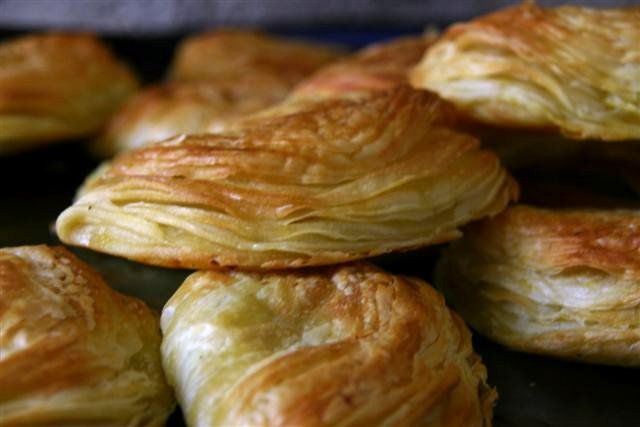
파스텔 드 샤베스
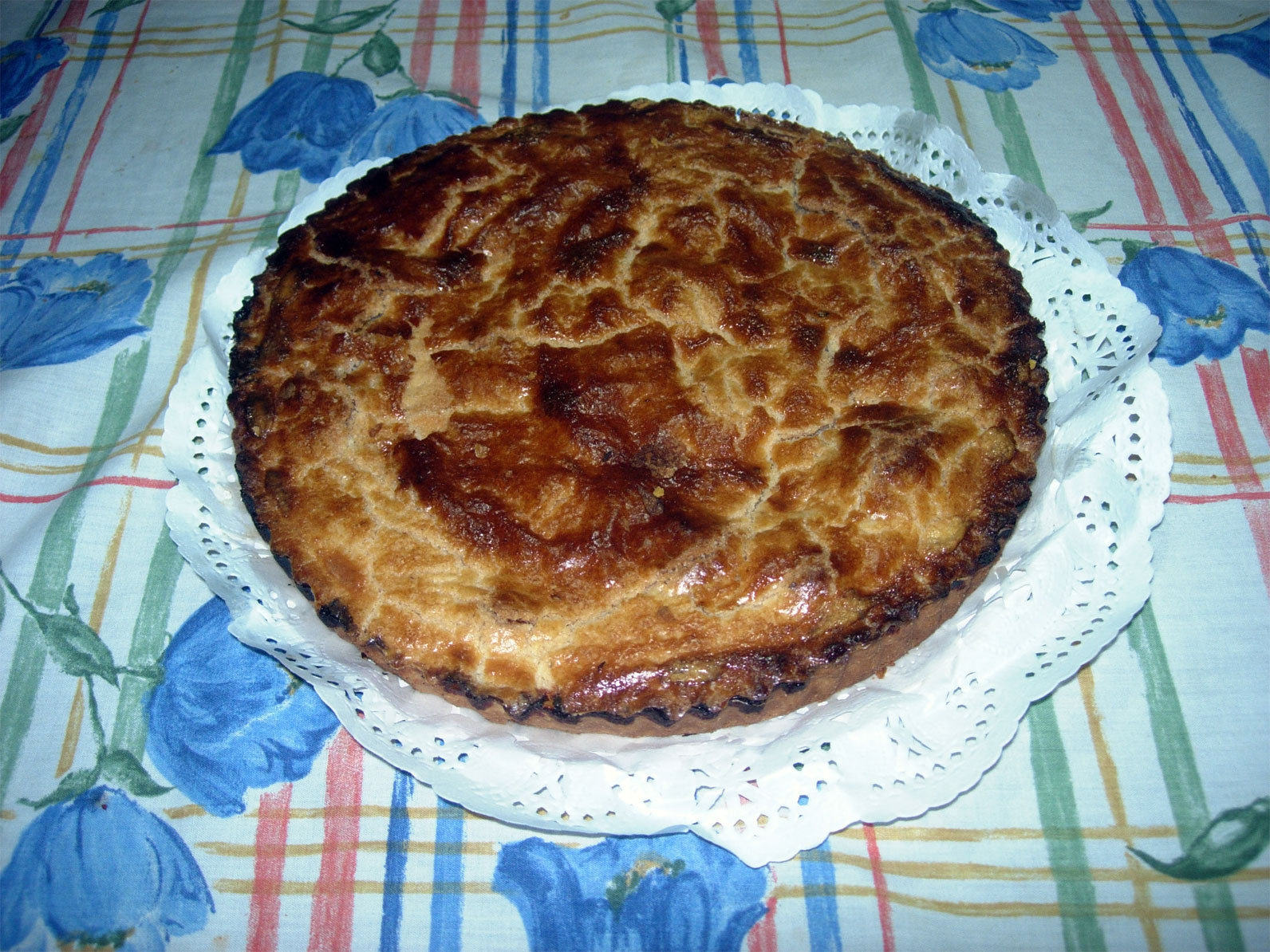
파스텔 데 시에르바
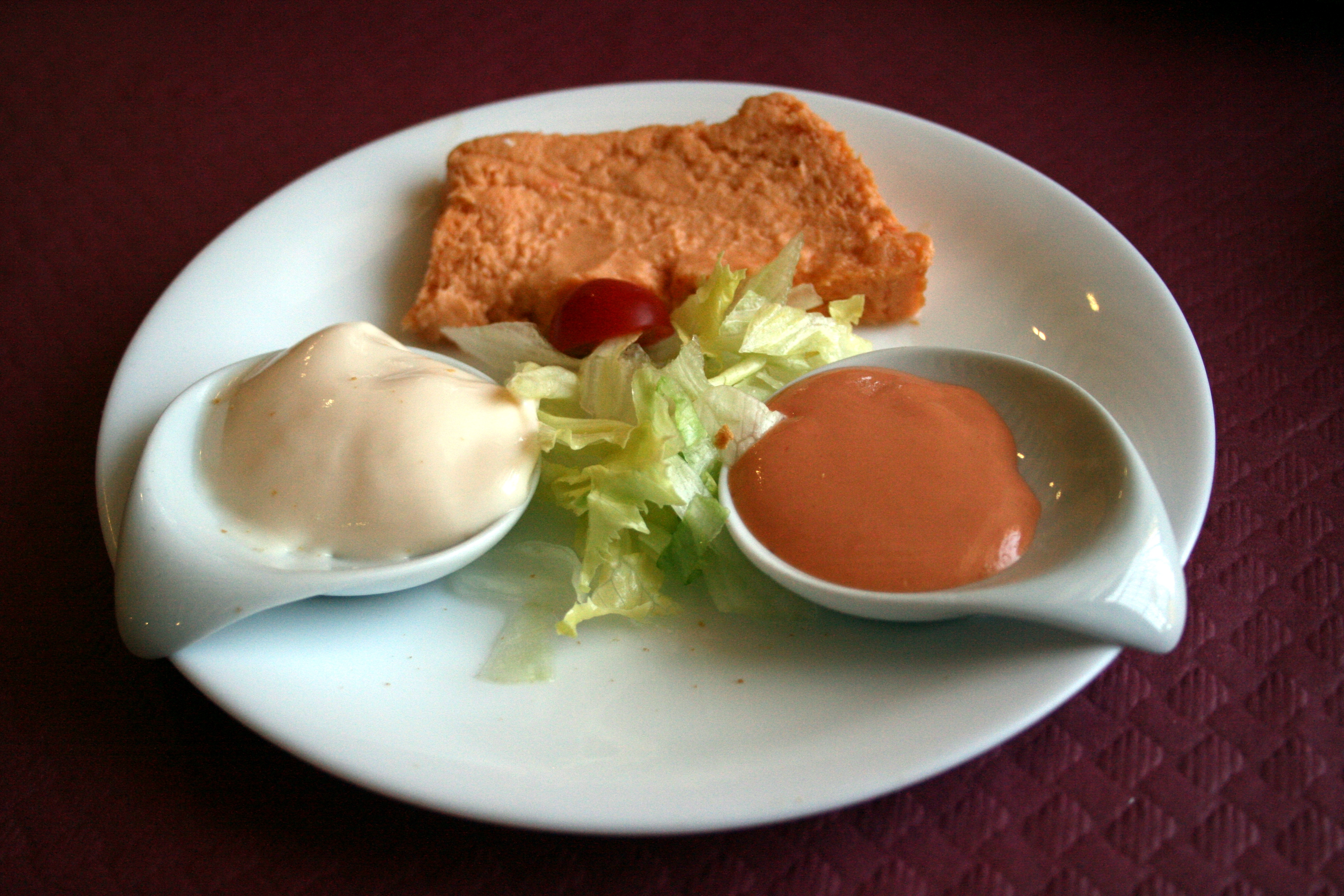
파스텔 데 카브라초
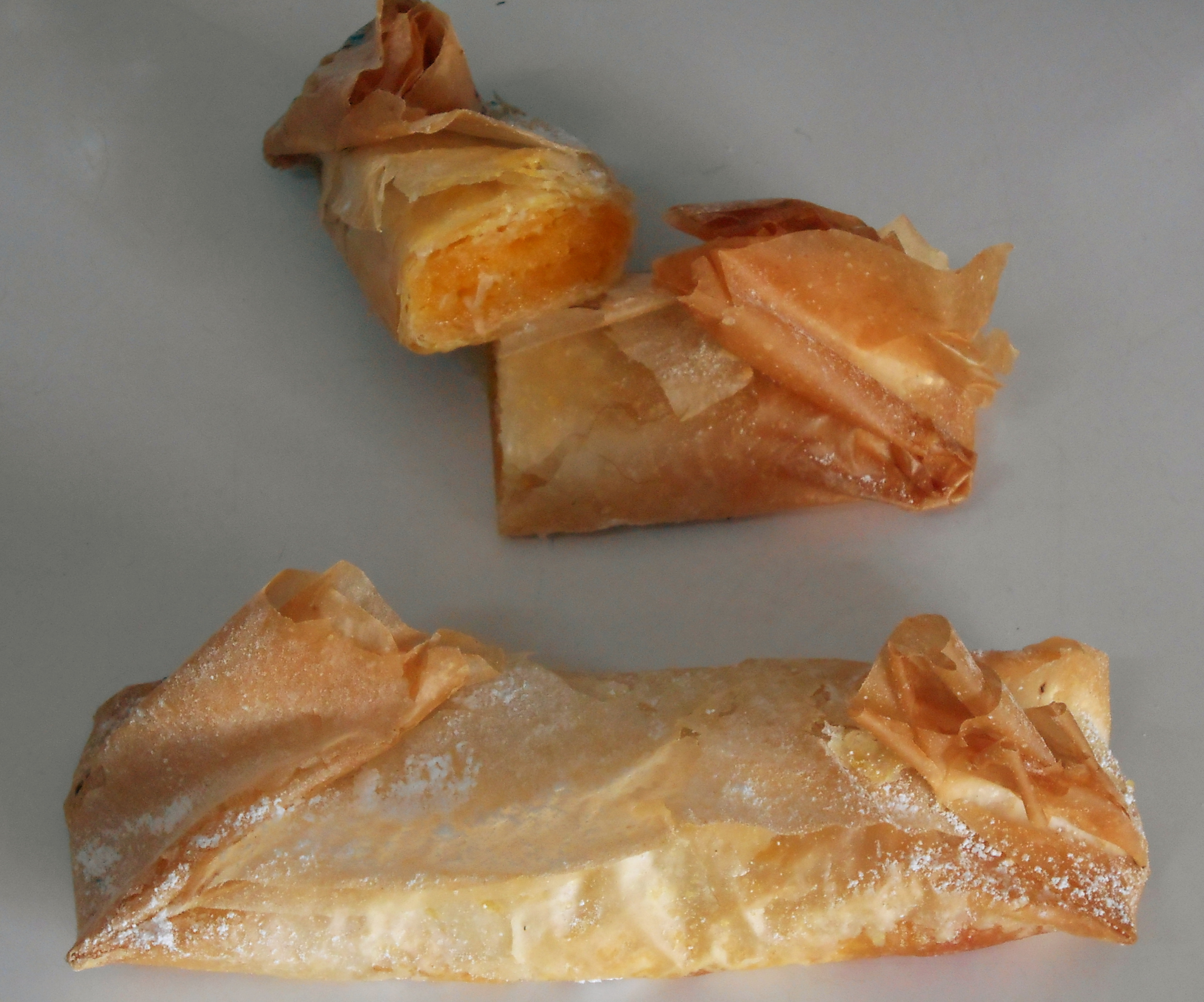
파스텔 드 텐투갈
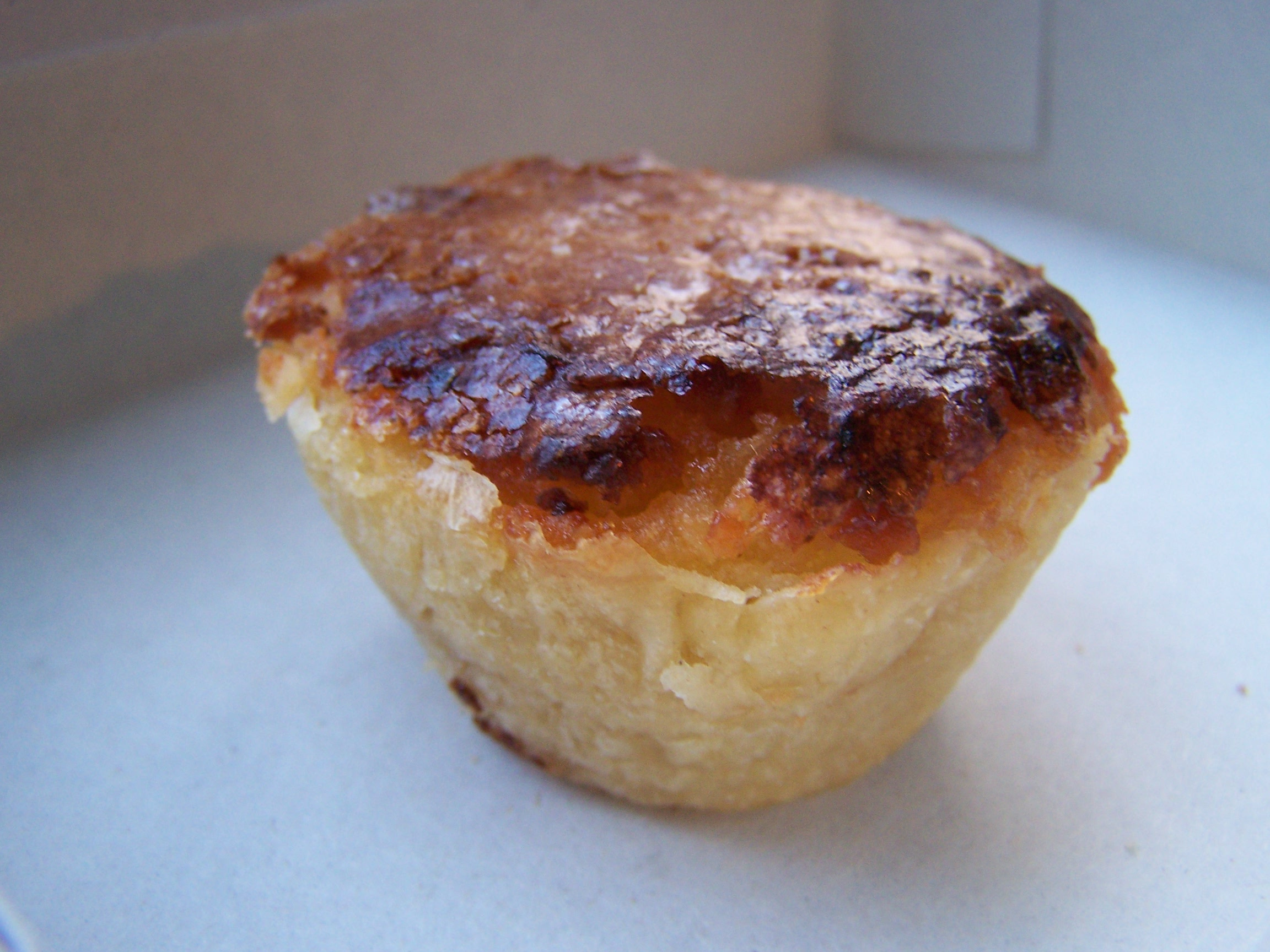
파스텔 드 페이장

### 아메리카
도미니카, 트리니다드 토바고, 푸에르토리코 등 카리브 지역에서는 파스텔(pastel)이 옥수수 반죽에  소를 넣고 바나나잎에 싸서 찌거나 삶은 음식을 가리킨다.
멕시코에서는 옥수수 토르티야를 넣어 만든 캐서롤인 파스텔 아스테카(pastel azteca)를 먹는다.
베네수엘라에서는 매가오리로 만든 파이인 파스텔 데 추초(pastel de chucho)를 먹는다.
볼리비아, 에콰도르, 우루과이, 아르헨티나, 칠레, 파라과이, 페루 등 안데스에서 라플라타에 이르는 지역에서는 옥수수 반죽으로 캐서롤이나 케이크처럼 만든 파스텔 데 초클로(pastel de choclo)를 먹는다.
브라질에서 파스테우(pastel)는 페이스트리 반죽에 소를 넣어 기름에 튀기거나 오븐에 구워 낸 길거리 음식을 가리킨다. 그 외에도 옥수수 반죽에 소를 넣어 튀긴 미나스제라이스의 파스테우 지 앙구(pastel de angu) 등이 있다.
아르헨티나, 우루과이, 칠레, 코스타리카, 페루에서는 으깬 감자를 넣어 구운 파이인 파스텔 데 파파(pastel de papa)를 먹는다.

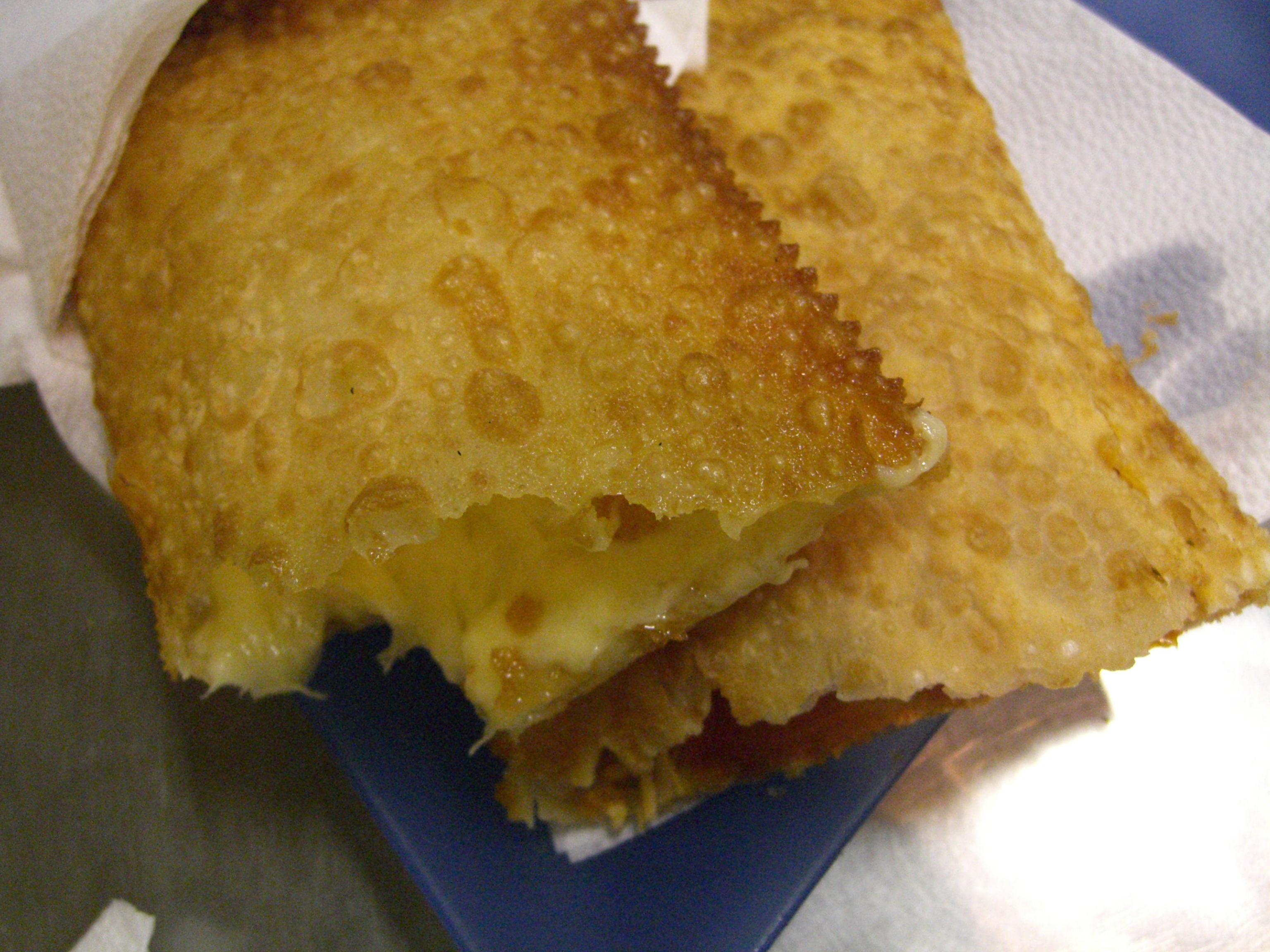
파스테우
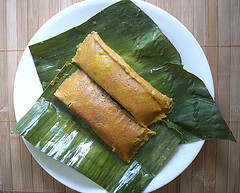
파스텔
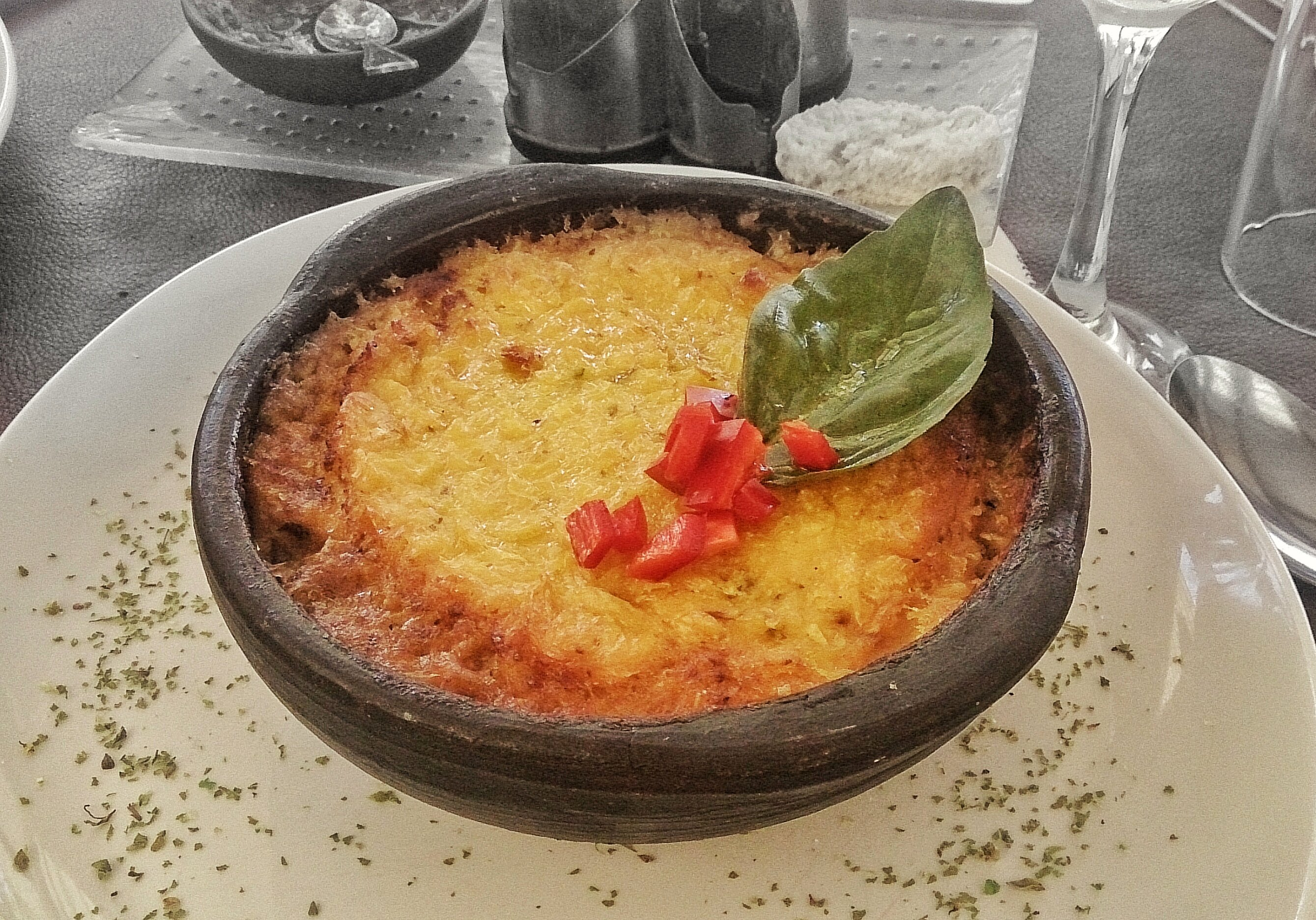
파스텔 데 초클로
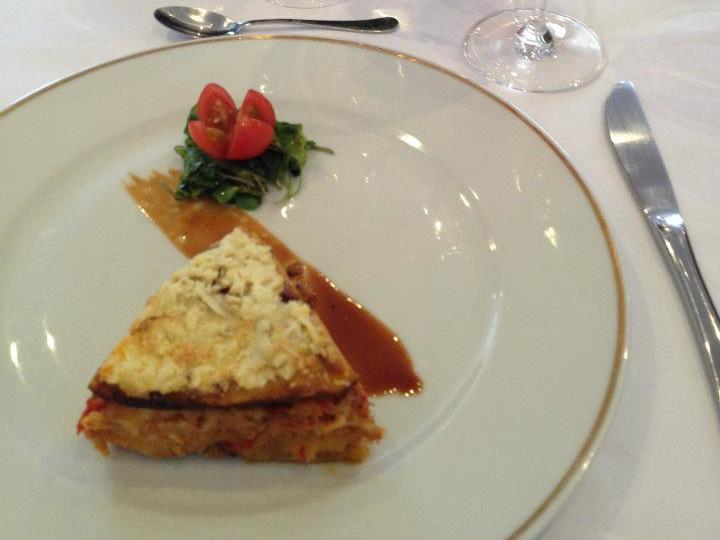
파스텔 데 추초
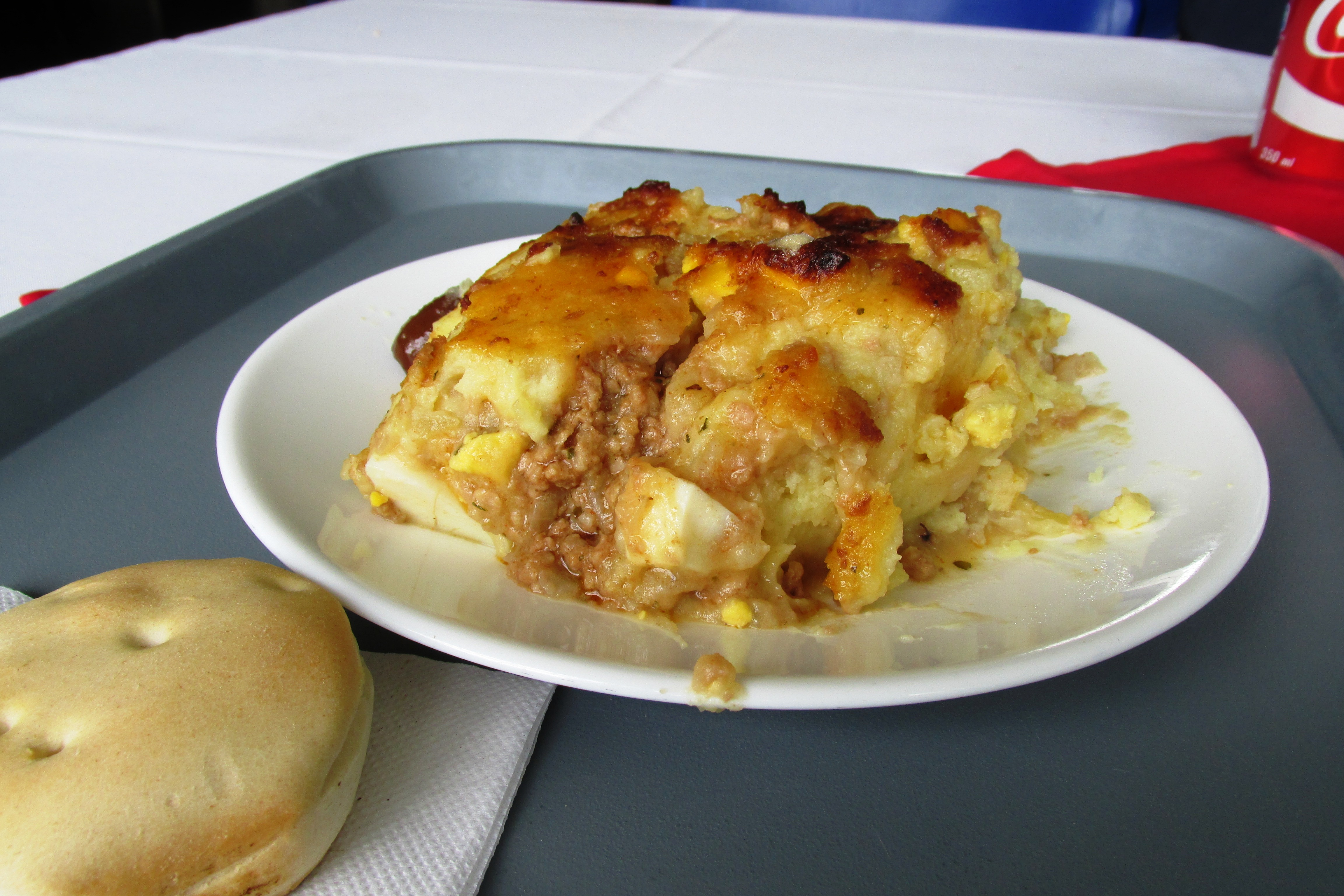
파스텔 데 파파

### 아시아
인도네시아의 파스텔(pastel)은 페이스트리 반죽에 소를 넣어 기름에 튀긴 쿠에이다.
필리핀의 마긴다나오에서는 파스틸(pastil)이 쌀밥 속에 소를 넣고 바나나잎에 싸서 찐 음식을 가리킨다. 카미긴의 파스텔 데 카미긴(pastel de Camiguin)은 커스터드 소를 넣은 번이다.

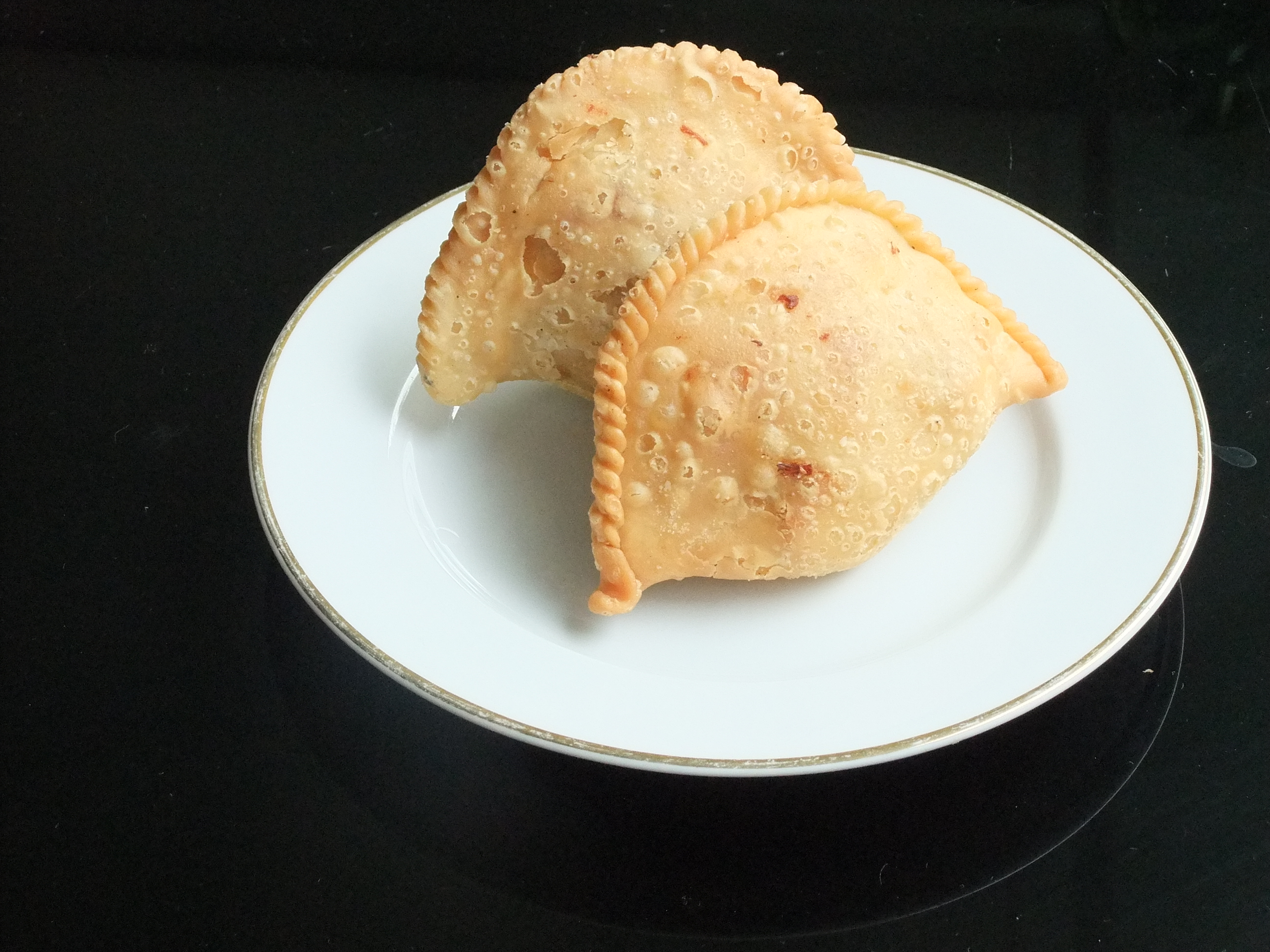
파스텔
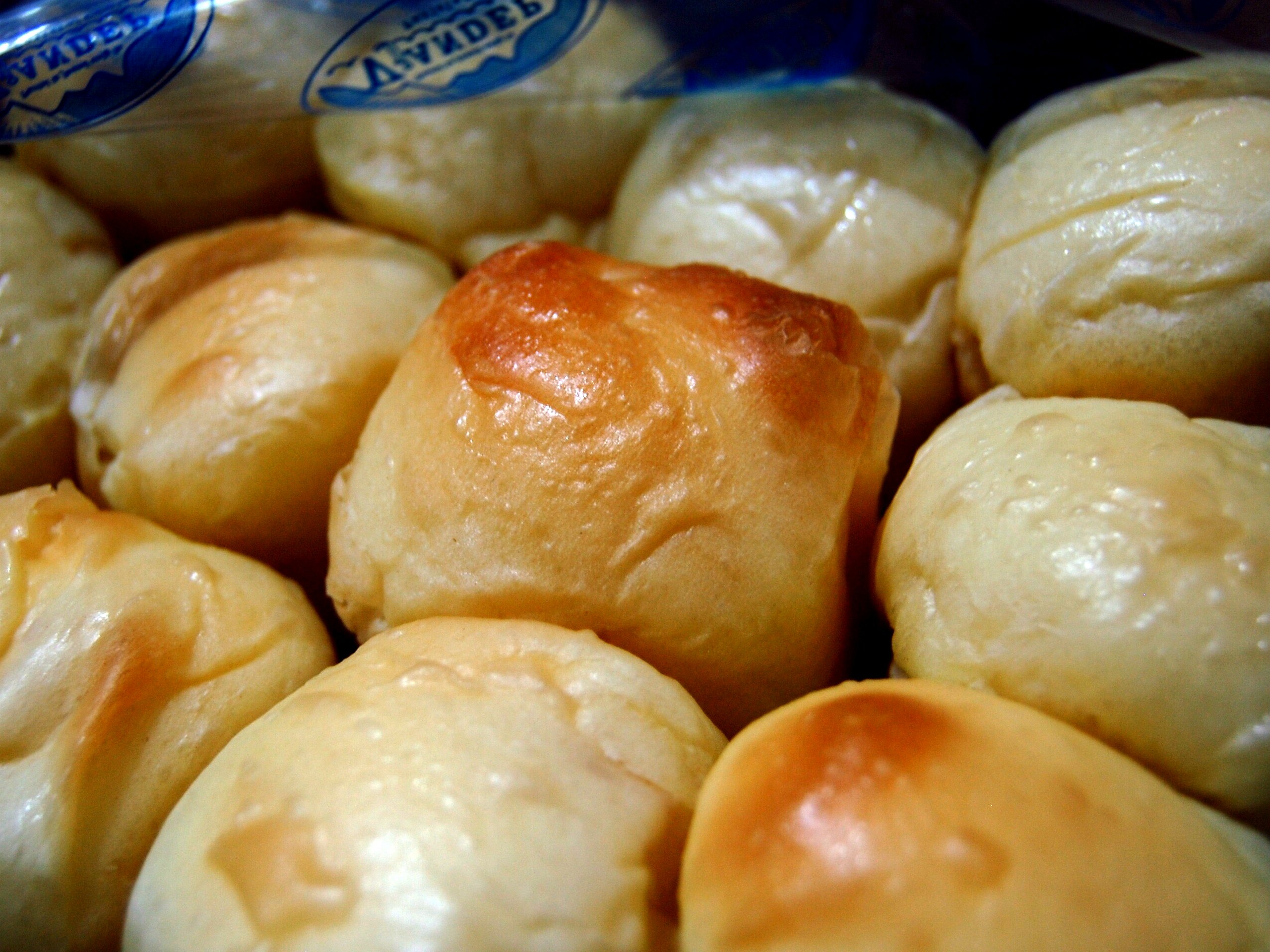
파스텔 데 카미긴
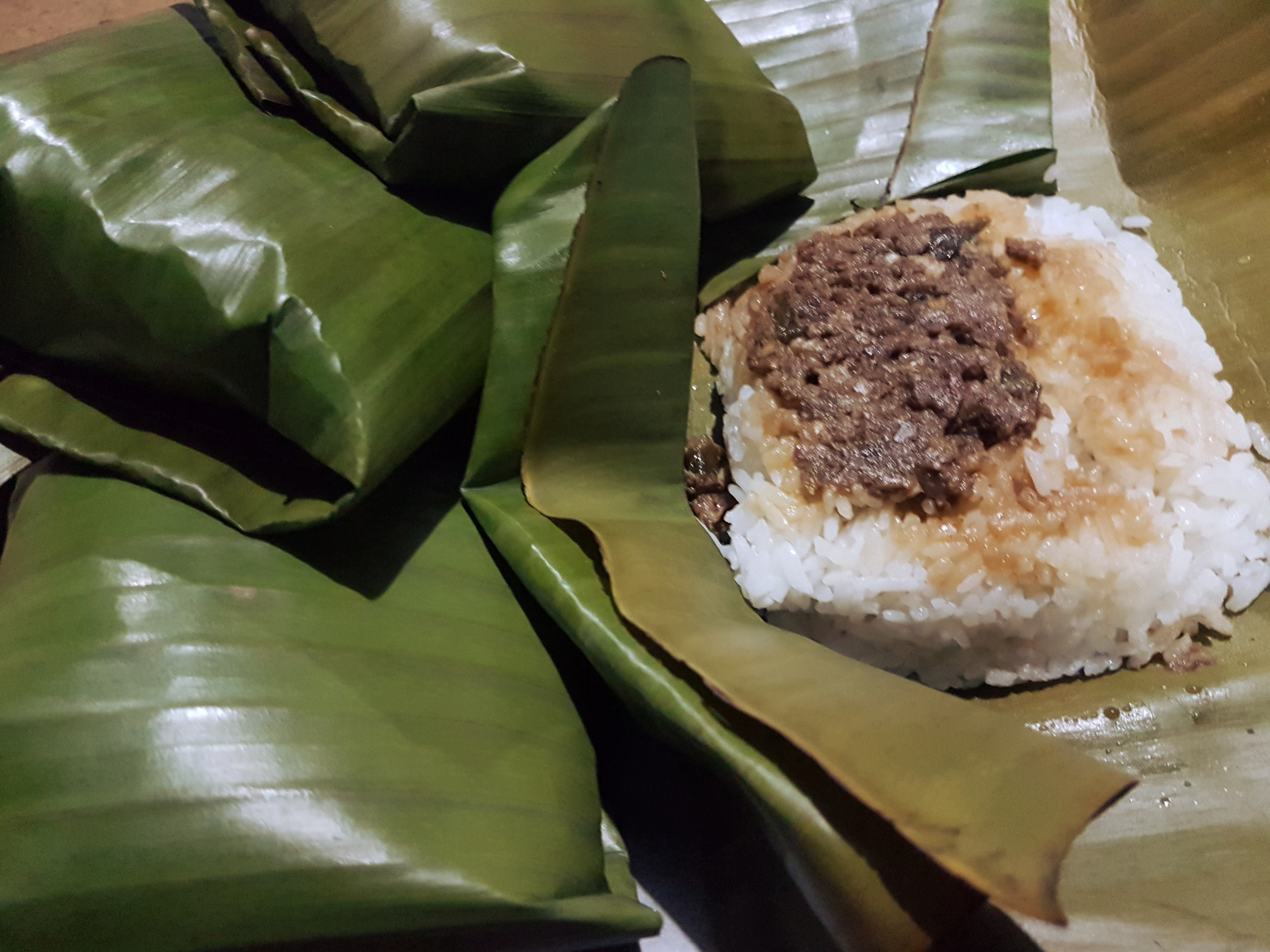
파스틸

### 아프리카
카보베르데에서 "파스텔"은 옥수수나 고구마 등으로 만든 반죽에 소를 넣어 기름에 튀긴 음식을 가리킨다. 매운 파스텔 콩 디아부 덴트루(pastel com diabo dentro)가 유명하다.

## 같이 보기
- 바스틸라
- 엠파나다
- 엠파나디야
- 임파다
- 임파당
- 파나다
- 파스테이야
- 파테
- 파테 아이시엥
- 파티
- 패스티